# Георг (Бранденбург-Ансбах-Кулмбах)
Георг Благочестиви (на немски: Georg der Fromme, der Bekenner; * 4 март 1484, Ансбах, Средна Франкония; † 27 декември 1543, Ансбах) е от 1515 до 1543 г. маркграф на франкското княжество Бранденбург-Ансбах, от 1527 до 1541 г. маркграф на княжество Бранденбург-Кулмбах като опекун на малолетния си племенник Албрехт Алкибиадес, син на по-големия му брат Казимир. Като привърженик на Мартин Лутер той въвежда протестантизма в своята територия.

## Произход
Той е вторият син на маркграф Фридрих II Стари (1460 – 1536) от род Хоенцолерн и принцеса София Ягелонка (1464 – 1512), дъщеря на крал Кажимеж IV от Полша (Ягелони). Той е също роднина с императорската фамилия Хабсбурги. По-малкият му брат Албрехт е велик магистър на Тевтонския орден.
Георг е погребан в манастир Хайлсброн. 

## Фамилия
Първи брак: през 1509 г. сБеатриса де Франкопан (1480 – 1510) от Хърватия, вдовица на Янош Корвин, крал на Босна (1473 – 1504), извънбрачен син на Матяш Корвин. Те нямат деца.
Втори брак: през 1525 г. с принцеса Хедвиг фон Мюнстерберг-Оелс (1508 – 1531), дъщеря на Карл I фон Мюнстерберг-Оелс. С нея той има две дъщери:
- Анна Мария (1526 – 1589)

∞ 1544 херцог Христоф фон Вюртемберг (1515 – 1568)
- Сабина (1529 – 1575)

∞ 1548 курфюрст Йохан Георг фон Бранденбург (1525 – 1598)
Трети брак: на 25 август 1533 г. с Емилия Саксонска (1516 – 1591), дъщеря на Хайнрих Благочестиви. Те имат четири деца:
- София (1535 – 1587)

∞ 1560 херцог Хайнрих XI от Лигница (1539 – 1588)
- Барбара (* 1536, † 17 юни 1591 в манастир Химелкрон)[2]
- Доротея Катарина (1538 – 1604)

∞ 1556 Хайнрих V фон Плауен, бургграф на Майсен (1533 – 1568)
- Георг Фридрих I Стари (* 5 април 1539, † 25 април 1603), маркграф на Бранденбург-Ансбах-Кулмбах

- Беатриса Франкопан,
 първа съпруга
- Емилия Саксонска, 
трета съпруга